# Qionglai Shan
Das Qionglai-Gebirge (邛崍山脈 / 邛崃山脉,  Qiónglái Shānmài) oder Qionglai Shan (邛崍山 / 邛崃山,  Qiónglái Shān) ist ein Teil des Hengduan-Gebirges an Ostrand des Qinghai-Tibet-Plateaus.
Es grenzt das Sichuan-Becken (Rote Becken) an seinem Westrand ein und bildet dessen Grenze zur West-Sichuan-Hochebene (川西高原,  Chuānxī Gāoyuán). Es ist die Wasserscheide zwischen den Flüssen Min Jiang und Dadu He. Es besteht hauptsächlich aus Granit, Basalt und Kalkstein. Es erstreckt sich in Nordsüd-Richtung und umfasst die Berge Bawang Shan, Jiajin Shan, Erlang Shan und Balang Shan. Der höchste Gipfel ist mit 6250 Metern der Siguniang-Gebirge oder Siguniang Shan (四姑娘山,  Sìgūniang Shān) im Grenzgebiet der Kreise Xiaojin und Wenchuan. Riesenpandas und Stumpfnasenaffen leben auf seinem Gebiet.